# Moneda de un dólar estadounidense
La moneda de un dólar estadounidense es la moneda de más alta denominación producida actualmente de dólar estadounidense. La moneda que actualmente se produce se conoce como "Dólar Sacajowea" en el anverso está Sacajowea y su hijo Jean Baptiste Charbonneau y el reverso de Águila calva en vuelo (2000-2008) y motivos dedicados a las acciones de nativos americanos en la historia de Estados Unidos, uno por cada año (2008-Actualidad). Para el 2018 existen 11 tipos de Dólar Sacowea según su anverso. 
Tienen un diámetro de 26.50 mm, por lo que es la segunda moneda de dólar estadounidense más grande (la primera es la Moneda de 50 centavos de Estados Unidos). Así mismo cuenta con una masa de 11.34 gramos y un grosor de 2.00 mm, además de un canto incuso con inscripción de 13 estrellas. Entre ellas se localiza el año de acuñación y la inicial de la ceca o fábrica de monedas (P (Philadelphia), D (Denver), S (San Francisco) y W (West Point). Por ejemplo, si el año de acuñación fue en el 2006 y fue fabricada de San Francisco el canto sería con la siguiente leyenda: ★★★★★★★★★★  2006  S  ★★★. Están hechas por una aleación de metales llamada comúnmente como Latón y en este caso por tener un recubrimiento de mayoritariamente Manganeso y minoritariamente Níquel se conoce como Latón con recubrimiento de Manganeso o Latón con recubrimiento de Manganeso y Níquel; la fórmula específica de la composición es la siguiente: 
Cobre 88.5%, Zinc 6%, Manganeso 3.5% y Níquel 2%.
También cabe destacar que hay otros dos tipos de moneda de un dólar estadounidense relativamente actuales los "Dólares presidenciales" y los "Dólares de las Primeras Damas". El Dólar Presidencial tiene en anverso del primer al cuadragésimo presidente de Estados Unidos (un presidente por moneda) y en el anverso la Estatua de la Libertad, por lo que hay un total de 40 Dólares Presidenciales, cada moneda se llama como el presidente en cuestión; tiene exactamente las mismas características del Dólar Sacowea (diámetro, peso, grosor, canto, etc.). 
El Dólar de las primeras damas tienen en el anverso las esposas del primer al cuadragésimo presidente de Estados Unidos (una por moneda) si el presidente tuvo esposa, si el presidente no tuvo esposa, como Thomas Jefferson o Andrew Jackson la moneda tiene en el anverso una mujer representando la libertad y la leyenda "LIBERTY" (en español: LIBERTAD). En el anverso tienen motivos dedicados a cada primera dama, en el caso de que sea de las monedas de los presidentes que no tuvieron esposa será un motivo relacionado con el presidente. Cada moneda se llama como la primera dama en cuestión, las monedas "LIBERTY" se llaman oficialmente "Libertad de (el presidente en cuestión)" (en inglés: (El presidente en cuestión)'s Liberty) por ejemplo: Thomas Jefferson's Liberty o Andrew Jackson's Liberty. En el caso de presidentes que tuvieron dos esposas, como John Tyler tienen dos monedas, una por cada esposa. Éstas monedas no son hechas con la aleación de los Dólares Sacowea, sino de Oro Puro Ley 0.999.

## Fábricas de Monedas
Las Fábricas de monedas que actualmente producen la Moneda de un dólar son:
| Lugar de la Fábrica       | Símbolo                      |
| ------------------------- | ---------------------------- |
| Filadelfia, Pensilvania   | P (del inglés: Philadelphia) |
| Denver, Colorado          | D                            |
| San Francisco, California | S                            |
| West Point, Nueva York    | W                            |

Las fábricas que antes producían monedas de un dólar son las siguientes:
| Lugar de la Fábrica           | Símbolo | Periodo               | Notas               |
| ----------------------------- | ------- | --------------------- | ------------------- |
| Charlotte, Carolina del Norte | C       | 1838–1861             | Sólo monedas de oro |
| Carson City, Nevada           | CC      | 1870–1893             |                     |
| Dahlonega, Georgia            | D       | 1838–1861             | Sólo monedas de oro |
| Nueva Orleans, Luisiana       | O       | 1838–1861 y 1879–1909 |                     |

## Historia de la moneda de un dólar

### Dólar Eisenhower

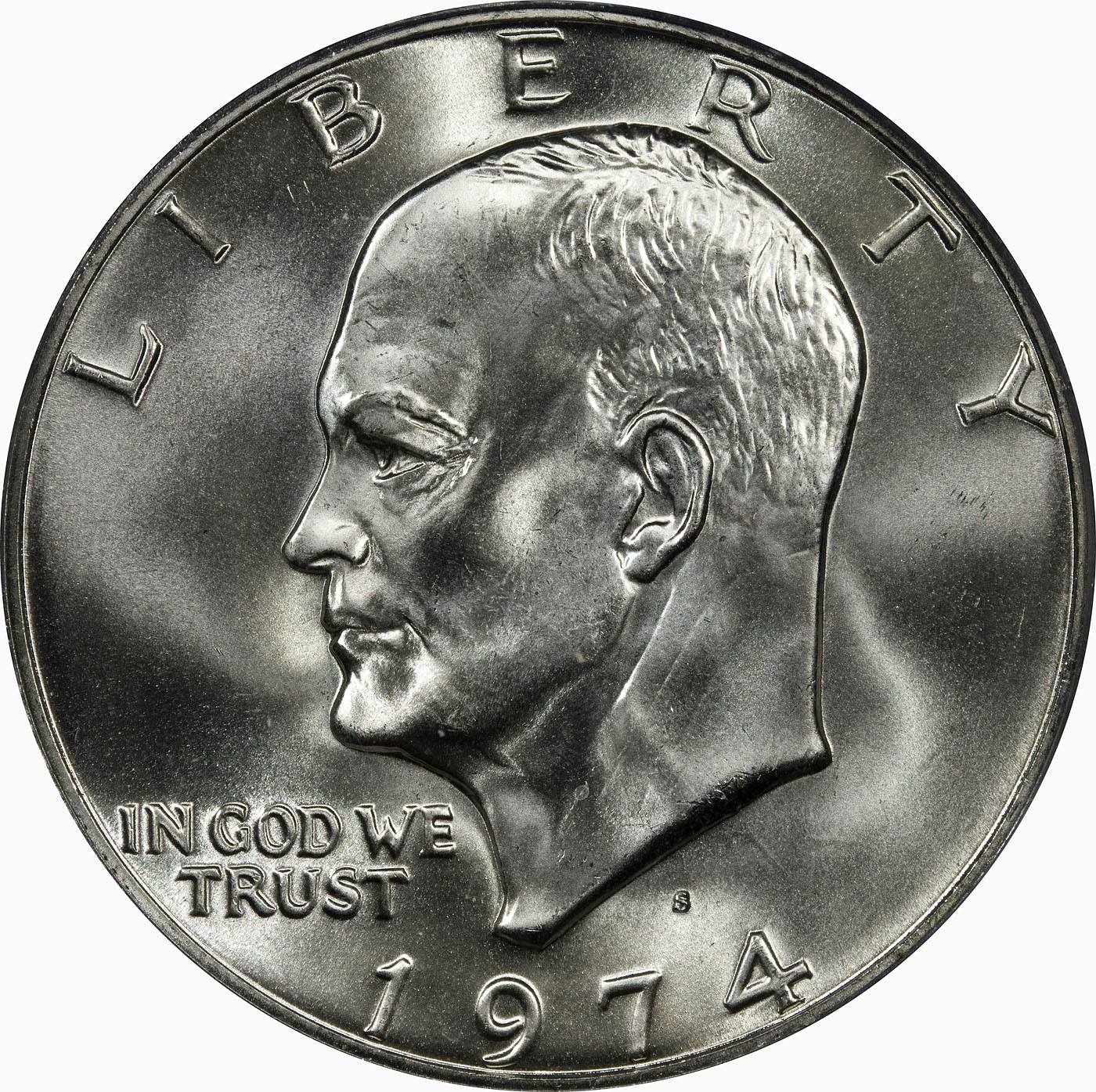
Anverso de Dólar Eisenhower de 1974.

De 1971 a 1978, la Casa de la Moneda de Estados Unidos emitió monedas en dólares con el anverso que representa al presidente Dwight David Eisenhower y el reverso la insignia del alunizaje del Apolo 11, ambos diseñados por el Grabador en Jefe Frank Gasparro. El diseño conmemorativo del Bicentenario de 1976, producido en 1975 y 1976, presentó la Campana de la Libertad y la Luna en el reverso (diseñado por Dennis R. Williams), conservando el anverso de Eisenhower, y las fechas duales 1776-1976. Los dólares de Eisenhower acuñados para circulación general no contenían plata u oro, sino que estaban compuestos por la misma composición revestida de cobre y níquel utilizada para la moneda de diez centavos, cuarto y medio dólar. Esto hizo que las monedas de circulación fueran extremadamente resistentes al desgaste y, al igual que las denominaciones más pequeñas, aún conservan una buena cantidad de brillo incluso cuando están sujetas a un uso masivo.

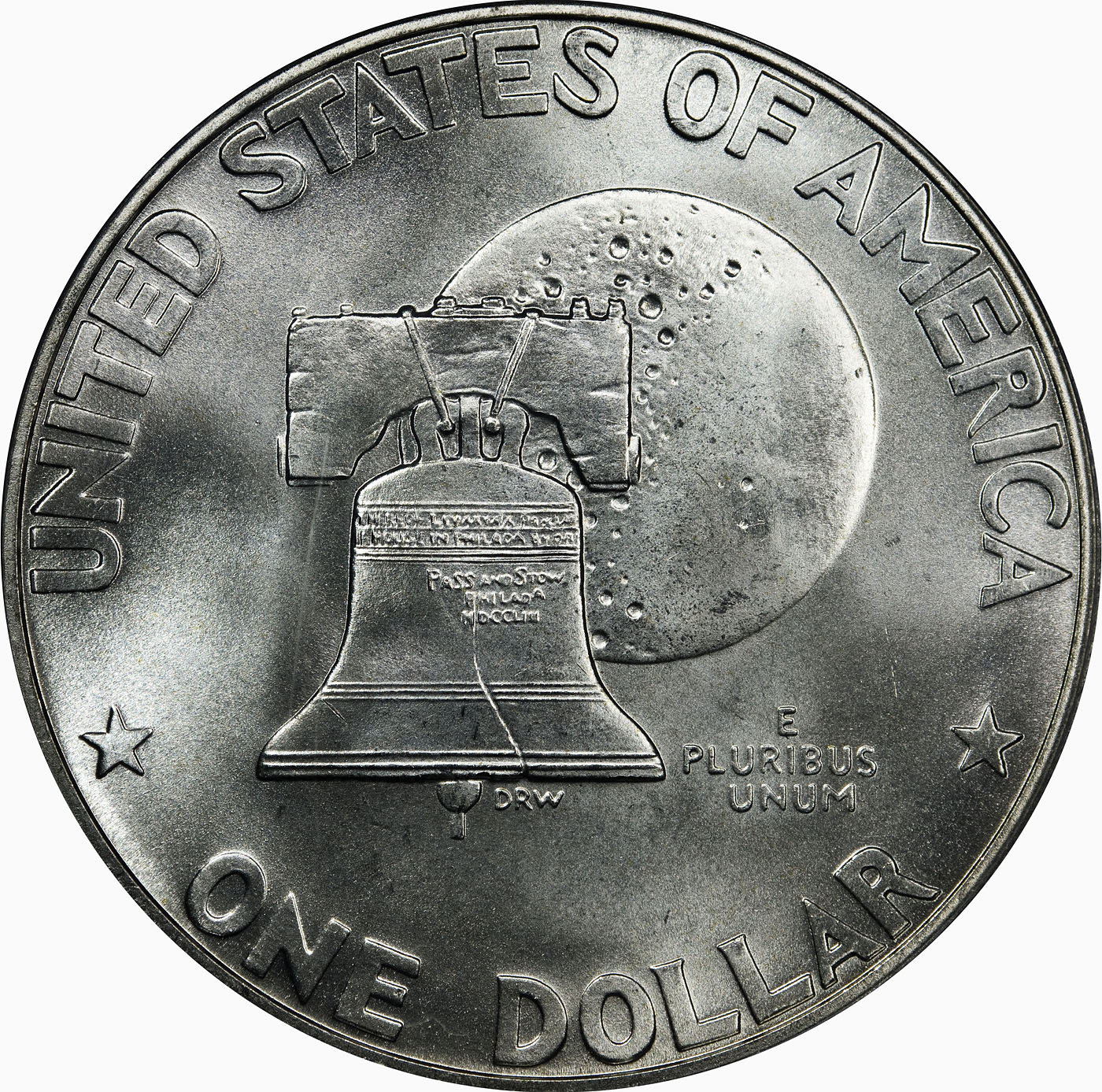
Reverso del Dólar conmemorativo, producido entre 1975 y 1976.

Desde 1971 hasta 1976, la Casa de la Moneda también produjo dólares compuestos de 40% de plata destinados al mercado de coleccionistas. Las emisiones de 1971-74 aparecieron en cajas marrones o paquetes azules, dependiendo de si eran pruebas o no. En los dos años siguientes se produjeron conjuntos diferentes del Bicentenario. Todas las emisiones siguen siendo muy comunes.

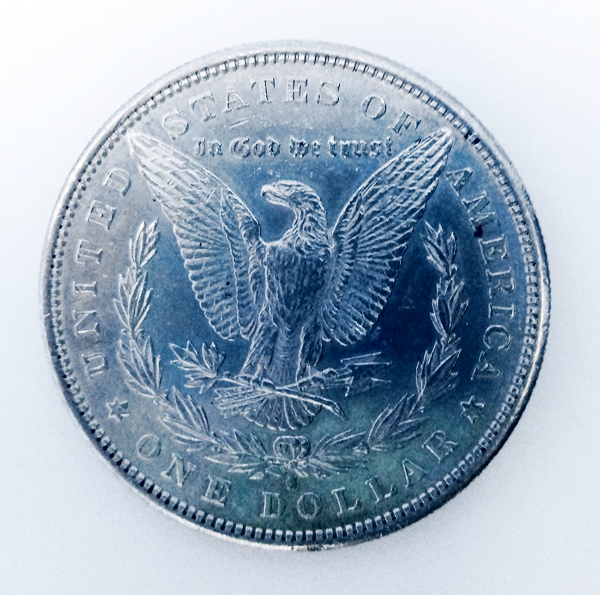
Dólar Morgan(Reverso)

Las monedas nunca fueron muy populares, principalmente debido a su gran tamaño y peso, lo que los hizo incómodos de llevar y el hecho de que muy pocas máquinas expendedoras fueron diseñadas para aceptarlas. Vieron el mayor uso en los casinos, y los tokens de un dólar en los casinos de los Estados Unidos todavía se aproximan al tamaño y peso de las monedas. Antes del retiro de las monedas, que siguen siendo moneda de curso legal (y a veces están disponibles en los bancos por solicitud), muchos casinos no alcanzaron sus propios tokens, sino que usaron el dólar de Eisenhower.

### Dólar Anthony (1979-1981 y 1999)

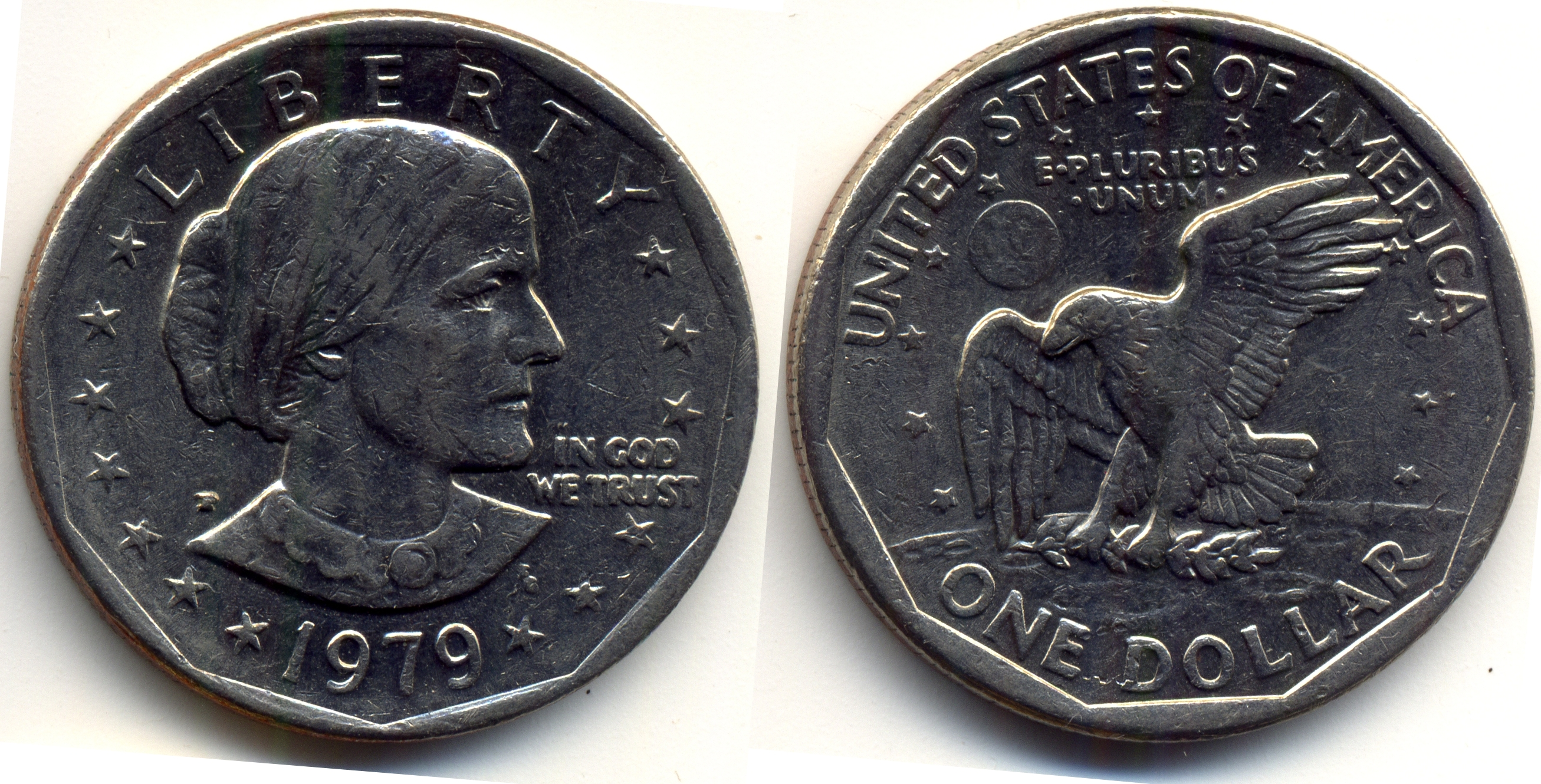
Dólar Anthony revestido, 1979.

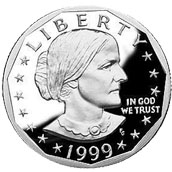
Dólar Anthony, 1999.

De 1979 a 1981, y nuevamente en 1999, la Casa de la Moneda produjo los "Anthony Dollars", en español: "Dólares Anthony, representando a la activista del sufragio femenino Susan B. Anthony. De esta manera, Anthony se convirtió en la primera mujer histórica retratada en las monedas circulantes de Estados Unidos. Muchas monedas anteriores que circulaban presentaban imágenes de mujeres a través de figuras alegóricas como Paz o Libertad; La reina Isabel I de Castilla apareció en el cuarto de dólar de la Exposición Colombina de 1893, pero la moneda no estaba destinada a la circulación general. Los dólares de Anthony, al igual que los "dólares de Eisenhower", estaban hechos de un revestimiento de cobre y níquel. Las monedas de 1981 se emitieron solo para coleccionistas pero ocasionalmente aparecen en circulación.
El dólar Anthony o Dólar de Anthony, debido a su color, tamaño y diseño, a menudo se confundía con los cuartos de dólar, por lo que nunca fue popular y la producción se suspendió después de 1981. En 1999, fue golpeado de nuevo cuando las reservas de la moneda del Tesoro eran bajas y el Dólar Sacagawea todavía un año lejos de la producción. Si bien las reservas de las monedas eran altas, las monedas se veían con mayor frecuencia en máquinas expendedoras, sistemas de tránsito y oficinas de correos.

### American Silver Eagle (1986-Presente)

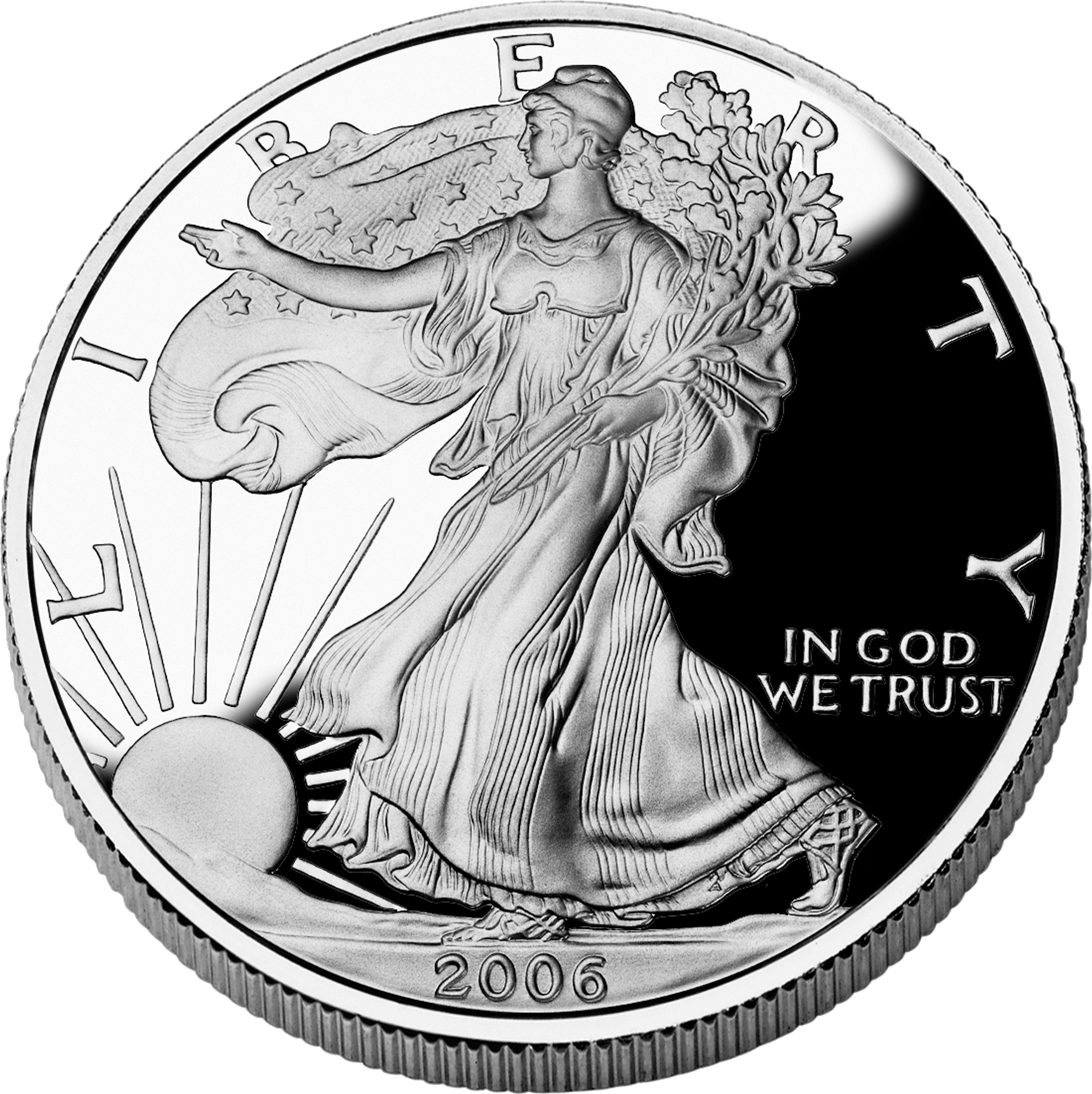
Un "American Silver Eagle".

El American Silver Eagle o "Dólar de plata del águila estadounidense" es la moneda oficial de plata de los Estados Unidos. Fue diseñado por Adolph A. Weinman y John Mercanti y fue lanzado por primera vez por la Casa de Moneda de los Estados Unidos el 24 de noviembre de 1986. Tiene un valor nominal de un dólar y está garantizado para contener una onza troy de 99.9% de plata pura. Está autorizado por el Título II de la Ley Pública 99-61 (Liberty Coin Act, aprobada el 9 de julio de 1985). Su contenido, peso y pureza están certificados por la Casa de Moneda de los Estados Unidos. Además de la versión en lingotes, la Casa de Moneda de los Estados Unidos ha producido una versión a prueba y una versión no circulada para coleccionistas de monedas. El Silver Eagle ha sido producido en tres casas de moneda: Filadelfia, San Francisco y West Point. La moneda de lingotes American Silver Eagle se puede usar para financiar inversiones en cuentas individuales de jubilación.

### Dólar Sacagawea (2000-Actualidad)
Artículo principal: Dólar Sacagawea
El Dólar Sacagawea fue autorizado por el Congreso en 1997 porque pronto se esperaba que el suministro de dólares Anthony, en inventario desde su último acuñamiento en 1981, se agotara. Estas monedas tienen un núcleo de cobre revestido con manganeso-latón. Los retrasos en el aumento de la producción de dólares de Sacagawea dieron lugar a una acuñación final de Susan B. Anthony en 1999. Las monedas en dólares se usan con poca frecuencia en el comercio general. Solían darse como cambio por las máquinas expendedoras de sellos del Servicio Postal de los Estados Unidos (USPS), lo que creó una demanda relativamente pequeña pero importante, pero el USPS eliminó todas esas máquinas para 2011. También se usaron en ciertos sistemas de metro y transporte público. como la "T" en Boston.
En 1998, la Casa de la Moneda de Estados Unidos realizó una competencia de diseño limitada para el nuevo dólar, invitando a 23 artistas a presentar diseños que retrataran a Sacagawea en el anverso y al águila de cabeza blanca en el reverso. En noviembre de 1998, se llevó a cabo una exhibición de 123 diseños enviados en la Casa Italiana Hall en Washington D. C., para solicitar comentarios públicos y privados. Los conceptos de diseño se presentaron en forma de dibujos, representaciones, esculturas y prototipos troquelados. 
El anverso fue diseñado por la artista Glenna Goodacre. Dado que no existe una imagen verificable de Sacagawea, Goodacre usó a un estudiante universitario de la Universidad de Nuevo México y un indio Shoshone, como modelo para la moneda.
Hay aproximadamente 1 billón de monedas de Sacagawea en circulación, y alrededor de 250 millones en reserva. La Casa de la Moneda de Estados Unidos redujo en gran medida la producción de dólares Sacagawea después de la acuñación de 2001, citando un inventario suficiente. De 2002 a 2008, el dólar de Sacagawea todavía se acuñaba para coleccionistas y estaba disponible en rollos, sets de acuñación y conjuntos de pruebas sin circular, pero no se lanzó para circulación general hasta la presentación de la serie Native American en 2009.

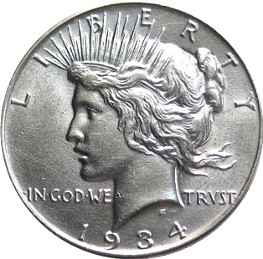
1934 Dolar de la Paz (Adverso)

The Mint tuvo mucho cuidado de crear la moneda con el mismo tamaño, peso y propiedades electromagnéticas que el dólar Anthony, pero con un color dorado. A diferencia de la mayoría de otras monedas en circulación, la aleación seleccionada tiene una tendencia a deslustrarse bastante severamente en la circulación, como es el caso con la mayoría de los latones, lo que resulta en una pérdida del brillo dorado, excepto en áreas elevadas donde la "pátina" se frota con mayor frecuencia fuera. Mientras que algunos consideran que el ennegrecimiento es una cualidad no deseada, la Casa de la Moneda sugiere que el efecto de deslustre irregular da a las monedas un "acabado antiguo" que "acentúa el perfil y agrega una dimensión de profundidad a la representación de Sacagawea y su hijo" .
La moneda presentaba un borde liso hasta 2008, pero a partir de 2009 se aplicaron letras incrustadas. El año y la marca de ceca se movieron desde el anverso de la moneda (frente) hasta su borde.
Hoy en día, las monedas en dólares no se encuentran ampliamente en el comercio de Estados Unidos, excepto en las máquinas expendedoras de viajes en masa, algunas máquinas expendedoras y de pago, algunas lavanderías y máquinas tragamonedas anticuadas. Por otro lado, el dólar Sacagawea ha alcanzado popularidad en El Salvador, Ecuador y Panamá, donde el dólar estadounidense también es la moneda oficial.
Con la aprobación de la Ley de moneda estadounidense $1 el 20 de septiembre de 2007, la Casa de la Moneda de Estados Unidos comenzó a diseñar una serie de dólares Sacagawea con reversos modificados para conmemorar aún más a los nativos americanos y las contribuciones importantes hechas por tribus indígenas y nativos americanos al desarrollo de los Estados Unidos y la historia de los Estados Unidos ". Cuatro diseños fueron acuñados, cada uno por un año desde 2009 hasta 2012. La primera moneda de la serie Native American fue lanzada en enero de 2009 y tenía un reverso que representaba a una mujer nativa americana sembrando semillas, simbolizando las contribuciones de las tribus indias a la agricultura. Como el dólar presidencial, el año de acuñación, la marca de ceca y el lema E Pluribus Unum se encuentran en el borde de la moneda en lugar de en el anverso o reverso, lo que permite más espacio para el diseño. A diferencia de las monedas presidenciales de $1 de antes de 2009, "In God We Trust" permanece en el anverso y el espacio vacío en las letras del borde ha sido ocupado por trece estrellas, que simbolizan las Trece Colonias. Además, a diferencia de cualquier otra denominación de moneda estadounidense circulante (pero en común con las monedas presidenciales de $1), el valor está inscrito en números en el reverso. La ley aprobada por el Congreso requiere que el 20% del total de monedas en dólares acuñadas en cualquier año durante el Programa Presidencial de Monedas de $1 sean dólares de Sacagawea con el nuevo diseño.
En enero de 2010, se lanzó el segundo diseño inverso de la serie, que tiene el tema de "Gobierno" y el "Gran árbol de la paz". El reverso de Sacagawea de 2010 representa el Cinturón de Hiawatha y cinco flechas unidas que representan la unidad con la inscripción "Haudenosaunee", un sinónimo de la Confederación Iroquois que significa "Pueblo de la Casa Larga". Otra inscripción se encuentra a lo largo del borde inferior de la ortografía inversa "Gran Ley de la Paz" (una traducción al inglés de Gayanashagowa, la constitución de la Confederación iroquesa). La Gran Ley de la Paz se usó como modelo para la Constitución de los Estados Unidos. Los cuatro eslabones del cinturón simbolizan a cuatro de las cinco naciones de la Confederación iroquesa, a saber, las naciones Mohawk, Oneida, Cayuga y Seneca. El árbol de pino blanco oriental en el medio del cinturón representa la quinta nación, el onondaga, y es una representación del árbol de la paz.
A continuación se van a mostrar todos los reverso del Dólar Sacagawea desde el 2000 hasta el 2018:

### Dólares presidenciales (2007-2016)
En diciembre de 2005 salió una serie de monedas de un dólar conocidas popularmente como Dólares presidenciales, el Congreso decidió crear una nueva serie de monedas de $1 que honraría a los expresidentes de Estados Unidos. En 2007, se produjeron monedas presidenciales de cuatro diseños diferentes. Otros cuatro diseños se producirán cada año, honrando a los presidentes en orden de servicio. Cabe destacar que, Grover Cleveland tiene dos monedas, ya que cumplió dos términos no consecutivos. La Ley Presidencial de Moneda de $1 tiene la intención de crear un renovado interés en las monedas en dólares, como la que se ve durante el programa de las monedas de 25 centavos dedicada a los estados. Al menos un tercio de todas las monedas en dólares producidas siguen siendo monedas de Sacagawea, y las monedas restantes constituyen las cuatro monedas presidenciales anualmente. Conforme a la ley federal, no se emitirán monedas con un presidente vivo o un presidente que haya fallecido menos de dos años antes.
La moneda del dólar presidencial es del mismo tamaño y composición que el dólar de Sacagawea. El lema "In God We Trust", el año de emisión y la marca de ceca aparecen al límite. El hecho de que estos lemas nacionales aparezcan en el borde ha provocado que algunos condenen los diseños. El primer dólar, en honor a George Washington, se puso en circulación el 15 de febrero de 2007. Sin embargo, el 26 de diciembre de 2007, se movió el lema "In God We Trust" desde el borde al anverso.
Un error de acuñación común en esta moneda, estimado en 80,000, de una acuñación de 300,000,000 de monedas, es la omisión de las letras de borde que causan un borde exterior liso. Debido a que la omisión incluye las palabras "In God We Trust", algunos en los medios populares la han denominado la moneda "impía". Un error falso (aunque a la vez ampliamente informado) es el informe de que la letra del borde está al revés. Las letras de borde no se producen al mismo tiempo que las monedas, lo que permite la aparición natural de las letras en cualquier orientación, excepto las monedas de prueba donde la fecha y las letras están todas "boca arriba". 
Debido a las restricciones presupuestarias y al aumento de las existencias de estas monedas relativamente impopulares, el 11 de diciembre de 2011 el Secretario del Tesoro de los Estados Unidos, Timothy F. Geithner, suspendió la producción de nuevas monedas presidenciales en dólares para su circulación. La acuñación futura de tales monedas se ha reservado únicamente para los coleccionistas. 
A continuación se va a mostrar una tabla con todos los dólares presidenciales producidos: 
| Moneda # | Presidente #      | Presidente             | Fecha de emisión        | Tirada total | Diseño                         | Años en el cargo |
| -------- | ----------------- | ---------------------- | ----------------------- | ------------ | ------------------------------ | ---------------- |
| 1        | Primero           | George Washington      | 15 de febrero de 2007   | 340 360 000  | Washington dollar              | 1789 – 1797      |
| 2        | Segundo           | John Adams             | 17 de mayo de 2007      | 224 560 000  | John Adams dollar              | 1797 – 1801      |
| 3        | Tercero           | Thomas Jefferson       | 16 de agosto de 2007    | 203 610 000  | Jefferson dollar               | 1801 – 1809      |
| 4        | Cuarto            | James Madison          | 15 de noviembre de 2007 | 172 340 000  | Madison dollar                 | 1809 – 1817      |
| 5        | Quinto            | James Monroe           | 14 de febrero de 2008   | 124 490 000  | Monroe dollar                  | 1817 – 1825      |
| 6        | Sexto             | John Quincy Adams      | 15 de mayo de 2008      | 115 260 000  | John Quincy Adams dollar       | 1825 – 1829      |
| 7        | Séptimo           | Andrew Jackson         | 14 de agosto de 2008    | 122 250 000  | Jackson dollar                 | 1829 – 1837      |
| 8        | Octavo            | Martin Van Buren       | 13 de noviembre de 2008 | 102 480 000  | Van Buren dollar               | 1837 – 1841      |
| 9        | Noveno            | William Henry Harrison | 19 de febrero de 2009   | 98 420 000   | William Henry Harrison dollar  | 1841             |
| 10       | Décimo            | John Tyler             | 21 de mayo de 2009      | 87 080 000   | Tyler dollar                   | 1841 – 1845      |
| 11       | Undécimo          | James K. Polk          | 20 de agosto de 2009    | 88 340 000   | Polk dollar                    | 1845 – 1849      |
| 12       | Duodécimo         | Zachary Taylor         | 19 de noviembre de 2009 | 78 260 000   | Taylor dollar                  | 1849 – 1850      |
| 13       | Decimotercero     | Millard Fillmore       | 18 de febrero de 2010   | 74 480 000   | Fillmore dollar                | 1850 – 1853      |
| 14       | Decimocuarto      | Franklin Pierce        | 20 de mayo de 2010      | 76 580 000   | Pierce dollar                  | 1853 – 1857      |
| 15       | Decimoquinto      | James Buchanan         | 19 de agosto de 2010    | 73 360 000   | Buchanan dollar                | 1857 – 1861      |
| 16       | Decimosexto       | Abraham Lincoln        | 18 de noviembre de 2010 | 97 020 000   | Lincoln dollar                 | 1861 – 1865      |
| 17       | Decimoséptimo     | Andrew Johnson         | 17 de febrero de 2011   | 72 660 000   | A. Johnson dollar              | 1865 – 1869      |
| 18       | Decimoctavo       | Ulysses S. Grant       | 19 de mayo de 2011      | 76 020 000   | Grant dollar                   | 1869 – 1877      |
| 19       | Decimonoveno      | Rutherford B. Hayes    | 18 de agosto de 2011    | 74 480 000   | Hayes dollar                   | 1877 – 1881      |
| 20       | Vigésimo          | James A. Garfield      | 17 de noviembre de 2011 | 74 200 000   | Garfield dollar                | 1881             |
| 21       | Vigésimo primero  | Chester Arthur         | 2012                    | 10 080 000   | Arthur dollar                  | 1881 – 1885      |
| 22       | Vigésimo segundo  | Grover Cleveland       | 25 de mayo de 2012      | 9 520 000    | Cleveland 1st Term dollar      | 1885 – 1889      |
| 23       | Vigésimo tercero  | Benjamin Harrison      | 16 de agosto de 2012    | 9 840 001    | Benjamin Harrison dollar       | 1889–1893        |
| 24       | Vigésimo cuarto   | Grover Cleveland       | 15 de noviembre de 2012 | 14 600 001   | Cleveland 2nd Term dollar      | 1893–1897        |
| 25       | Vigésimo quinto   | William McKinley       | 19 de agosto de 2013    | 8 125 100    | McKinley dollar                | 1897–1901        |
| 26       | Vigésimo sexto    | Theodore Roosevelt     | 11 de abril de 2013     | 9 230 700    | Theodore Roosevelt dollar      | 1901–1909        |
| 27       | Vigésimo séptimo  | William Howard Taft    | 9 de julio de 2013      | 8 120 000    | Taft dollar                    | 1909–1913        |
| 28       | Vigésimo octavo   | Woodrow Wilson         | 17 de octubre de 2013   | 7 980 000    | Woodrow Wilson dollar          | 1913–1921        |
| 29       | Vigésimo noveno   | Warren G. Harding      | 6 de febrero de 2014    | 9 940 000    | Warren Harding dollar          | 1921–1923        |
| 30       | Trigésimo         | Calvin Coolidge        | 10 de abril de 2014     | 8 260 000    | Calvin Coolidge dollar         | 1923–1929        |
| 31       | Trigésimo primero | Herbert Hoover         | 19 de junio de 2014     | 8 260 000    | Herbert Hoover dollar          | 1929–1933        |
| 32       | Trigésimo segundo | Franklin D. Roosevelt  | 28 de agosto de 2014    | 8 680 000    | Franklin Roosevelt dollar      | 1933–1945        |
| 33       | Trigésimo tercero | Harry S. Truman        | 5 de febrero de 2015    | 8 400 000    | Harry S. Truman dollar         | 1945–1953        |
| 34       | Trigésimo cuarto  | Dwight D. Eisenhower   | 13 de abril de 2015     | 8 545 998    | Eisenhower Presidential dollar | 1953–1961        |
| 35       | Trigésimo quinto  | John F. Kennedy        | 18 de junio de 2015     | 11 340 000   | Kennedy Presidential dollar    | 1961–1963        |
| 36       | Trigésimo sexto   | Lyndon B. Johnson      | 18 de agosto de 2015    | 12 040 000   | L. Johnson dollar              | 1963–1969        |
| 37       | Trigésimo séptimo | Richard Nixon          | 3 de febrero de 2016    | 10 000       | Nixon dollar                   | 1969–1974        |
| 38       | Trigésimo octavo  | Gerald Ford            | 8 de marzo de 2016      | 10 500 000   | Ford dollar                    | 1974–1977        |
| 39       | Cuadragésimo      | Ronald Reagan          | 5 de julio de 2016      | 13 020 000   |                                | 1981–1989        |